# Anchiale austrotessulata
Anchiale austrotessulata is een insect uit de orde Phasmatodea en de  familie Phasmatidae. De wetenschappelijke naam van deze soort is voor het eerst geldig gepubliceerd in 2007 door Brock & Hasenpusch.
1. ↑  (en) Anchiale austrotessulata op de IUCN Red List of Threatened Species.